# Miroslav Žiga
Miroslav Žiga (* 4. September 1973) ist ein ehemaliger slowakischer Fußballspieler.

## Karriere
Žiga wechselte zur Saison 1991/92 nach Deutschland zur drittklassigen SpVg Beckum. In drei Spielzeiten in der Oberliga kam er zu 83 Einsätzen, in denen er achtmal traf. Zur Saison 1994/95 wechselte er zurück in seine Heimat zum ŠKP Dúbravka. Im Januar 1995 wechselte er nach Österreich zum Zweitligisten ASKÖ Klingenbach. Für die Burgenländer kam er insgesamt elfmal in der 2. Division zum Einsatz.
Zur Saison 1995/96 wechselte er erneut zurück in die Slowakei, diesmal zum FK Slovan Levice. Im März 1996 schloss er sich dem FK Spartak Vráble an. Zur Saison 1996/97 wechselte er zum ŠK 1923 Gabčíkovo. Zur Saison 1997/98 wechselte Žiga ein zweites Mal nach Deutschland, diesmal zum Regionalligisten Sportfreunde Siegen. In zwei Spielzeiten in Siegen erzielte der Stürmer zwölf Tore in 44 Einsätzen in der Regionalliga. Zur Saison 1999/2000 wechselte er zum Ligakonkurrenten SC Verl. Für Verl kam er zu 16 Einsätzen.
Zur Saison 2000/01 kehrte er wieder in die Slowakei zurück und schloss sich dem DAC Dunajská Streda an. Zur Saison 2001/02 wechselte er ein zweites Mal ins inzwischen nur noch drittklassige Klingenbach. Nach einer Spielzeit in Österreich ließ er seine Karriere ab 2002 dann bei Družstevník Topoľníky ausklingen, ehe er seine Laufbahn 2005 beendete.